# Schönaich
Schönaich è un comune tedesco di 9 993 abitanti, situato nel land del Baden-Württemberg.

## Amministrazione

### Gemellaggi
Schönaich è gemellata con:
- Hartmannsdorf (Sassonia)